# تالهایم (هایلبرن)
تالهایم (به آلمانی: Talheim) یک شهر در آلمان است که در هایلبرون واقع شده‌است. تالهایم ۴٬۷۹۲ نفر جمعیت دارد.